# Ashley Fox (Produzentin)
Ashley Fox (* 20. Jahrhundert) ist eine US-amerikanische Filmproduzentin.
Fox ist seit 2016 für FilmNation Entertainment tätig und wurde im März 2021 zur Chefin der Filmentwicklungsabteilung ernannt. Zuvor hatte sie bei der Agentur WME gearbeitet.
Als Ausführende Produzentin war Fox 2020 an Der Spion beteiligt. Für die Oscarverleihung 2021 ist sie für Promising Young Woman, ihrer zweiten Produktion überhaupt, für den Preis in der Kategorie Bester Film nominiert. Hinzu kamen zwei Nominierungen bei den British Academy Film Awards und eine Nominierung für den Producers Guild of America Award.
2021 folgte die Produktion von Sechzehn Stunden Ewigkeit.

## Filmografie
- 2020: Promising Young Woman
- 2021: Sechzehn Stunden Ewigkeit
- 2024: Babes